# Maison à colombages (Braine)
La maison à colombages de Braine, dite espagnole ou encore maison à la fleur de lis, est située à l'extrémité de la rue du Martroy, la partie en retour sur la rue initie la place Charles-de -.

## Description

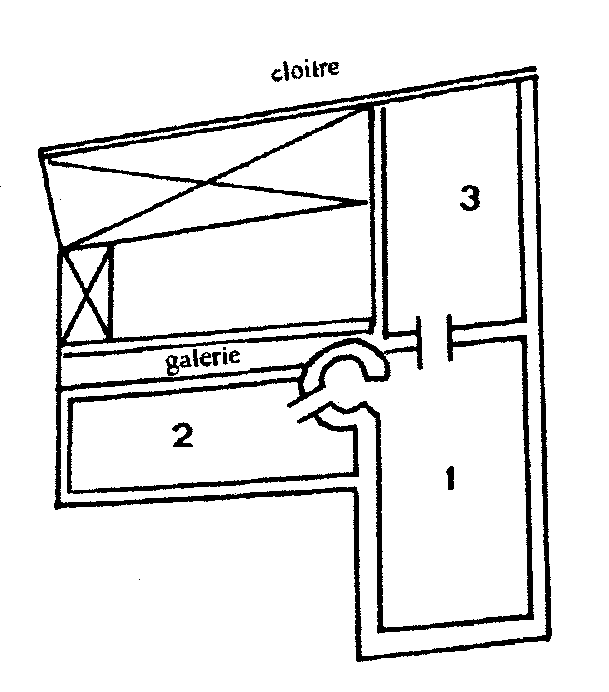
Plan de la maison à colombages de Braine.

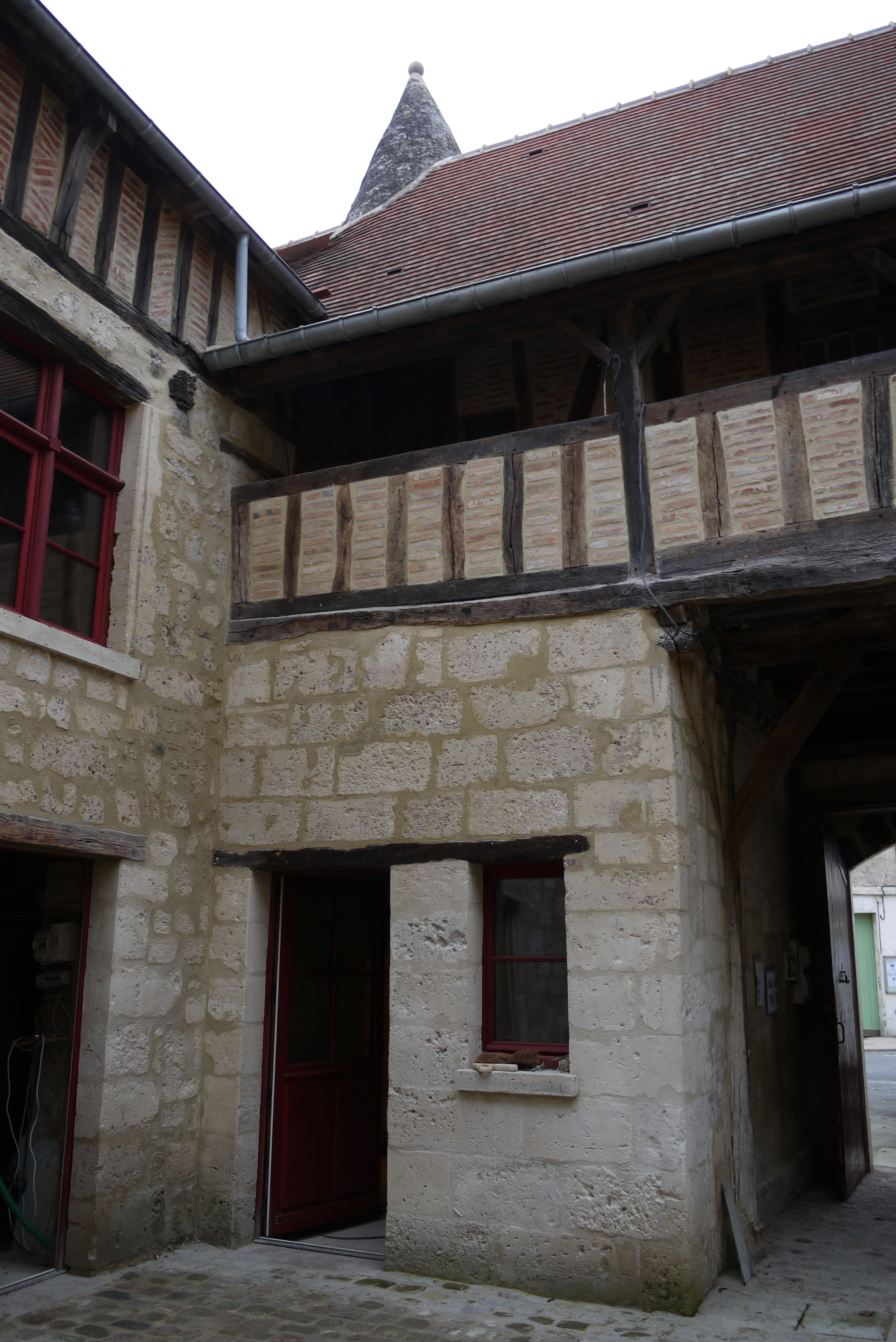
La cour arrière et la galerie.

La partie la plus ancienne de la maison (notée 1 sur le plan) date du XVe siècle.
La tourelle en pierre à poivrière, qui renferme un escalier en hélice, y est accolée. Les deux ailes (notée 2 et 3 sur le plan) sont du début du XVIe siècle et enveloppent la tourelle dont seul le sommet émerge aujourd'hui de la toiture. L'aile sur la rue (notée 2) est divisée à l'étage en trois petites salles desservies par un galerie donnant sur une petite cour arrière, celle-ci étant limitée par le mur du cloître du couvent des bénédictines (aujourd'hui une maison de retraite) qui jouxte la maison.
Le premier niveau de la maison est entièrement en pierre. Le second niveau de la façade sur la rue est construit en encorbellement. La façade en retour présente deux niveaux alignés surplombés par le grenier en encorbellement. Les pans de bois du niveau supérieur sont remplis par un appareil de briques à la française et en chevron pour une partie, qui forment les murs de la maison. Le rez-de-chaussée comporte une boutique qui fut une charcuterie durant le siècle dernier (les restes de la devanture étaient encore visibles en 2014).

Dans la vitrine de la boutique sont exposés différents objets anciens trouvés lors de la restauration de la maison.

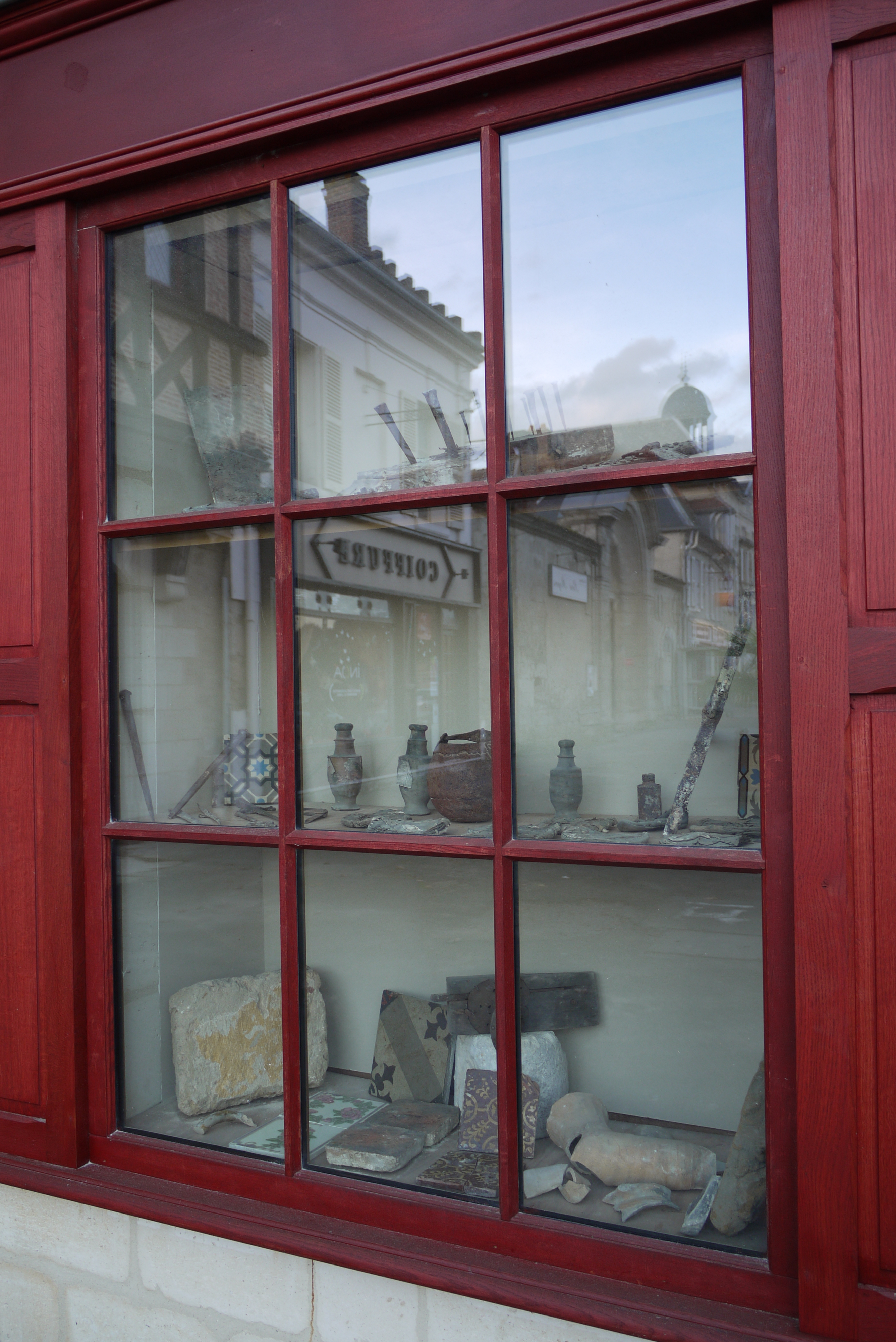
La vitrine de la maison.

## Historique
La maison date du XVe siècle. Elle fut une propriété du prieuré de Saint-Rémi à Braine, dans le faubourg du même nom. Elle a porté le nom de maison de l'écu de France comme l'indique un blason encore existant mais martelé, qui surmonte la porte cochère.
Elle figure dans divers actes du XVIe siècle sous le nom de maison de la fleur de Lis, probablement pour la même raison.
On lui a également donné le nom de maison espagnole après  la Fronde et l'occupation de la région par les troupes espagnoles de l'archiduc Léopold-Guillaume de Habsbourg.
Le 2 avril 1718 un acte de location décrit la maison à la fleur de Lis. Plusieurs indices permettent de penser selon les historiens locaux, qu'elle fut un relais de poste et une auberge. Une écurie avec mangeoire était encore visible il y a quelques années, ainsi que des traces d'une forge pour ferrer les chevaux.
Le dernier charcutier de la maison est décédé en 1994, la mairie de Braine a ensuite acheté la maison, puis la revendue à un particulier. C'est ce dernier, avec l'architecte des monuments historiques qui l'a remise en état. Différents objets découverts lors des travaux (un pot, une dague, des carreaux de faïence, etc.) sont exposés dans une vitrine de la maison.
Elle fut inscrite partiellement en 1927 puis classée au titre des monuments historiques en 1931